# 陶範 (官員)
陶範（?—?），清朝官員，本籍江蘇吳縣。1721年，台灣爆發朱一貴事件，他以興泉道身分前往台灣接任不適任的梁文煊。
| 前任： 梁文煊 | 福建分巡台灣廈門道 1721年上任 | 繼任： 陳大輦 |